# Geu
Geu is een gemeente in het Franse departement Hautes-Pyrénées (regio Occitanie) en telt 153 inwoners (2004). De plaats maakt deel uit van het arrondissement Argelès-Gazost.

## Geografie
De oppervlakte van Geu bedraagt 2,7 km², de bevolkingsdichtheid is 56,7 inwoners per km².

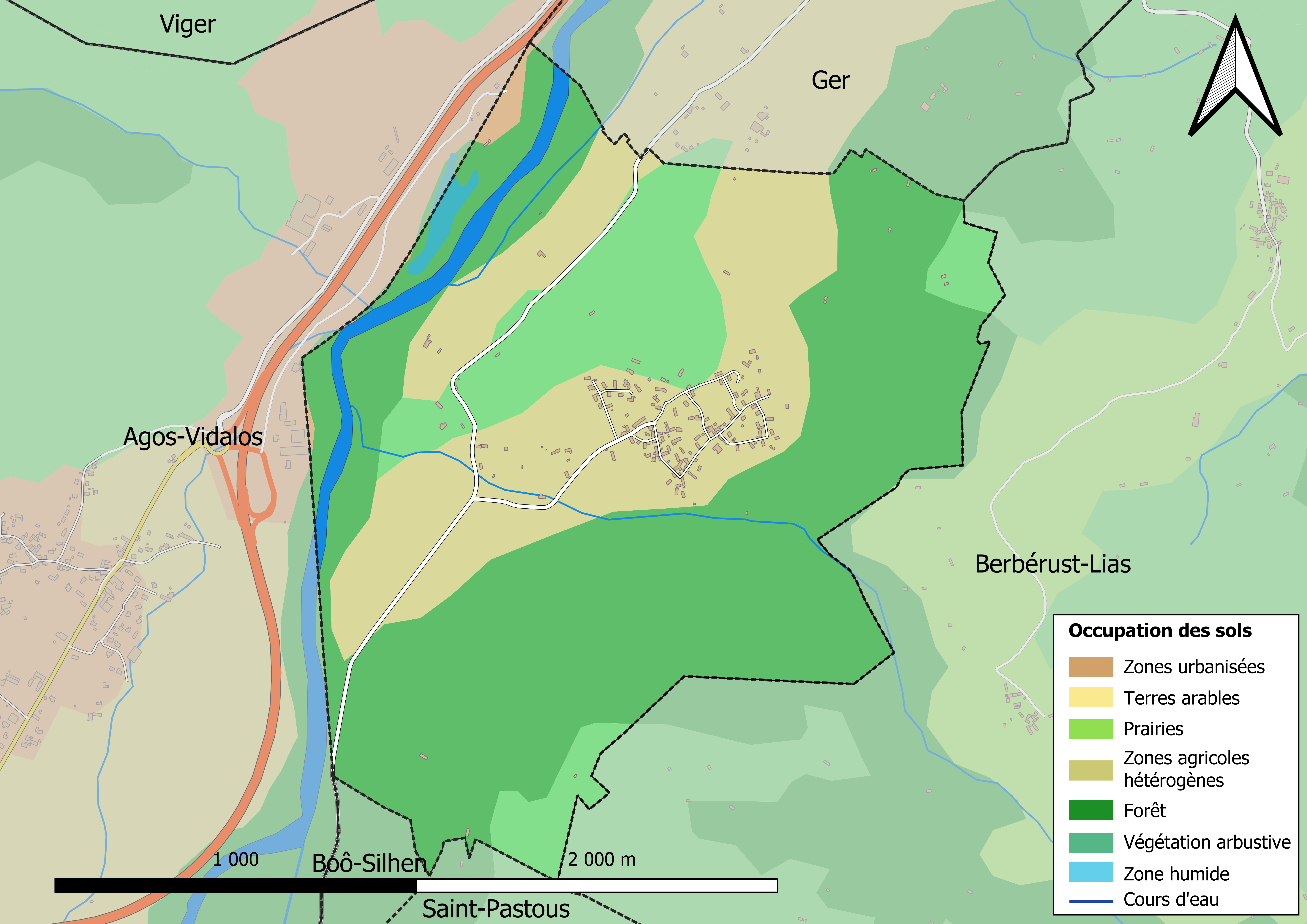
Kaart van de gemeente met belangrijkste infrastructuur, bodemgebruik en omliggende gemeenten

## Demografie
Onderstaande figuur toont het verloop van het inwonertal (bron: INSEE-tellingen).